# Qinghe (köping i Kina, Shandong, lat 37,30, long 117,70)
Qinghe (kinesiska: 清河镇, 清河) är en köping i Kina. Den ligger i provinsen Shandong, i den östra delen av landet, omkring 95 kilometer nordost om provinshuvudstaden Jinan.
Genomsnittlig årsnederbörd är 743 millimeter. Den regnigaste månaden är juli, med i genomsnitt 291 mm nederbörd, och den torraste är mars, med 6 mm nederbörd.